# Pterocarpus violaceus
Pterocarpus violaceus är en ärtväxtart som beskrevs av Julius Rudolph Theodor Vogel. Pterocarpus violaceus ingår i släktet Pterocarpus och familjen ärtväxter. Inga underarter finns listade i Catalogue of Life.